# English Electric Lightning

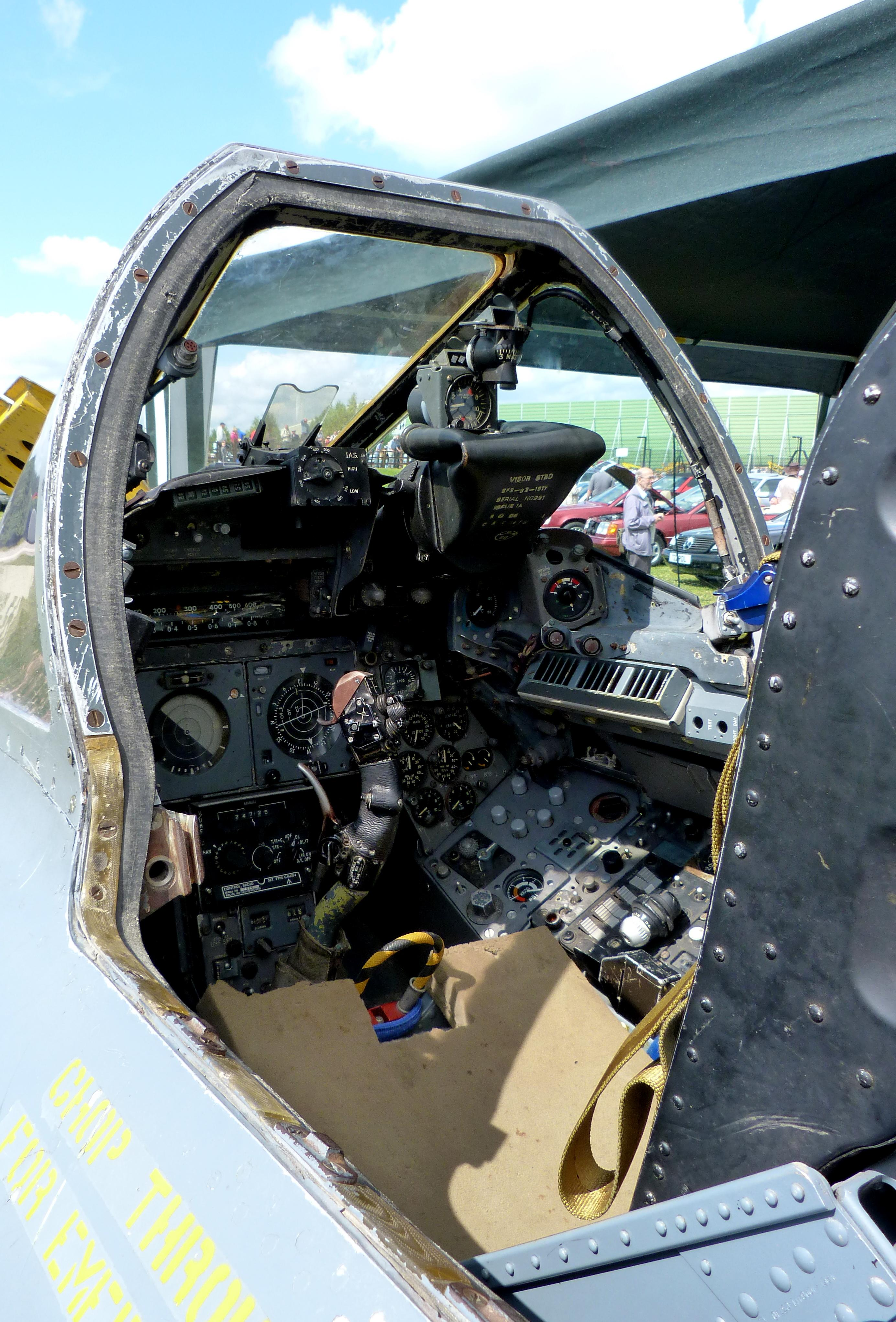
Cockpit

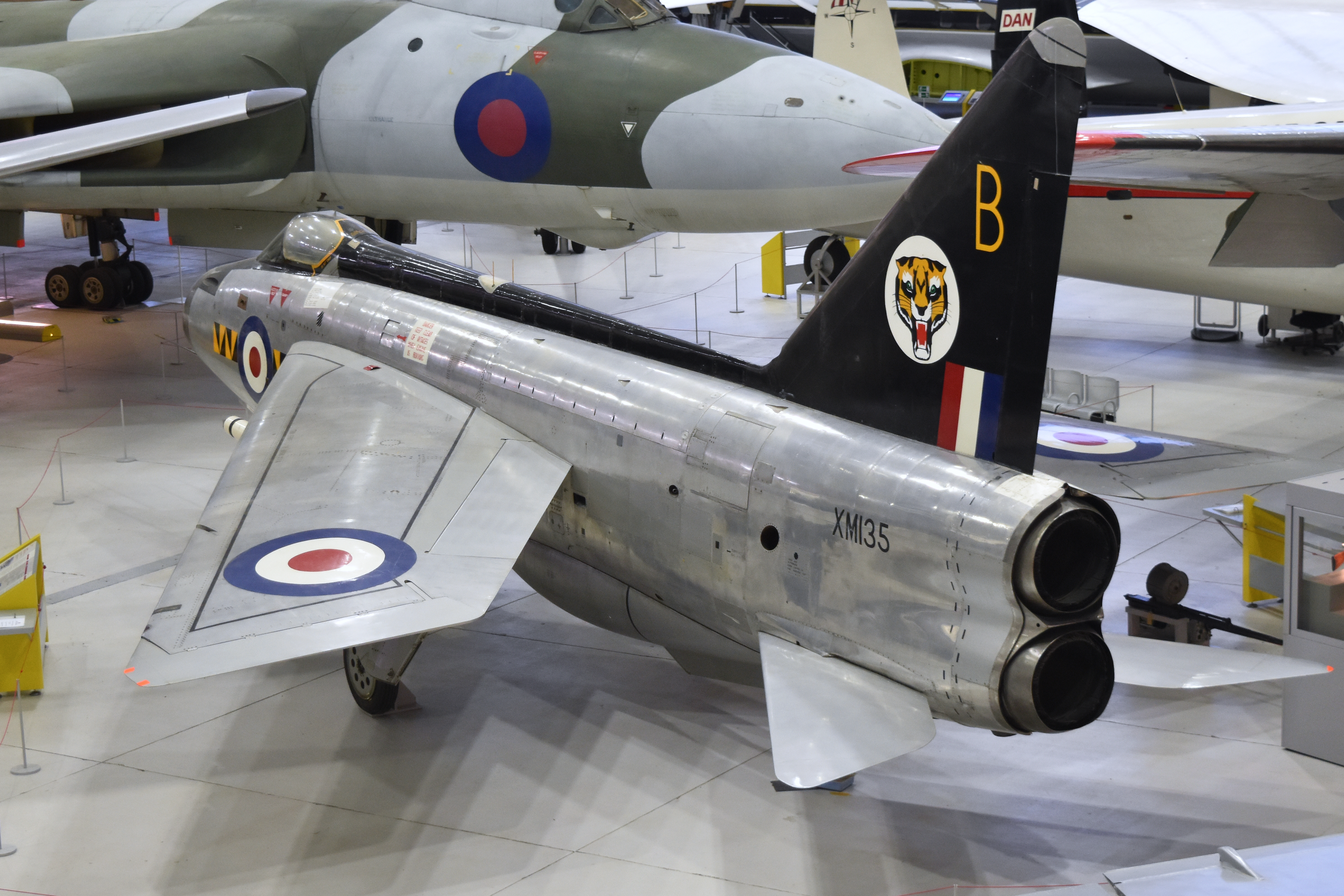
An der im Imperial War Museum Duxford ausgestellten XM135 sind die übereinander angeordneten Triebwerke erkennbar

Die English Electric Lightning, später BAC Lightning, war ein zweistrahliger Abfangjäger des britischen Herstellers English Electric. Die Maschine wurde ab Ende der 1950er-Jahre bis 1988 von der Royal Air Force und arabischen Luftstreitkräften eingesetzt.

## Geschichte
Der Prototyp P.1A startete am 4. August 1954 zum Erstflug. Im Gegensatz zu damaligen NATO-Überlegungen hinsichtlich Mehrzweckkampfflugzeugen war die Lightning von vornherein nur als Abfangjäger konzipiert und fand auch nur als solcher Verwendung.
Im Januar 1958 stellte das britische Luftfahrtmagazin Flight erstmals die P.1 als das „neueste bemannte Jagdflugzeug der R.A.F.“ mit einer Schnittzeichnung und Details zur Konstruktion der Tragflächen vor. „The English Electric Co., Ltd.“ veröffentlichte Ende August 1958 ein Bild im Flug mit weiteren Details und erstmals mit dem Namen „P.1B Lightning“.

## Technik
Die Lightning erreichte dank ihrer kompromisslos schlanken Rumpfform mit stark gepfeilten Tragflächen ohne Grenzschichtzäune hervorragende Flugleistungen in Bezug auf Geschwindigkeit, Steigleistung und Gipfelhöhe. Die Querruder waren wie bei Deltaflügeln quer zur Flugrichtung an den Hinterkanten der Flächenenden angebracht.
Sie war das erste britische Jagdflugzeug, das mit dem Einsatz des Nachbrenners eine Geschwindigkeit von Mach 2 erreichte, und eines der ersten Muster überhaupt, die ohne Nachbrenner über Mach 1 schnell fliegen konnten (sogenanntes Supercruise). Ihre Nachteile waren die geringe Einsatzreichweite und die knapp bemessene Bewaffnung. Bemerkenswert war, dass die beiden Strahltriebwerke übereinander im Rumpf angeordnet waren: So blieb das Flugzeug beim Ausfall eines Triebwerks ohne Maßnahmen des Piloten geradeausflugfähig.

### Versionen
Für die Streitkräfte des Vereinigten Königreiches wurden folgende Baureihen entwickelt (siehe auch die Informationen über das Bezeichnungssystem britischer Luftfahrzeuge):
- English Electric P.1A

Einsitziges Überschallversuchsflugzeug zur Erprobung, 2 gebaut
- English Electric P.1B

Einsitziges Vorserienmodell zur Erprobung, 3 Prototypen und 20 weitere gebaut
- Lightning F.Mk.1

Einsitzige Abfangjägervariante mit Triebwerken Avon 200R, Bewaffnung mit Firestreak-Lenkwaffen, 19 gebaut
- Lightning F.Mk.1A

Einsitzige Abfangjägervariante mit Triebwerken Avon 210R und Betankungssonde, 28 gebaut
- Lightning F.Mk.2

Einsitzige gegenüber der F.1 verbesserte Abfangjägervariante, 44 gebaut
- Lightning F.Mk.2A

Einsitzige Abfangjägervariante (F.2 auf nahezu F.6-Standard modernisiert) mit Avon-211R-Triebwerken, Fanghaken und größerem Treibstofftank für 2 Stunden Flugzeit. Insgesamt 31 umgebaute F.Mk.2.
- Lightning F.Mk.3

Einsitzige Abfangjägervariante mit Triebwerken Avon 301R, leistungsfähigerem Radar, ohne Aden-MK, Bewaffnung mit Red-Top-Lenkwaffen anstelle der Firestreak sowie einem vergrößerten Seitenleitwerk, 70 gebaut
- Lightning F.Mk.3A

Einsitzige Abfangjägervariante mit größerem Treibstofftank und geänderter Flügelgeometrie, 16 gebaut
- Lightning T.Mk.4

Doppelsitzige Trainervariante auf Basis der F.1A, 22 gebaut (inklusive zwei Prototypen)
- Lightning T.Mk.5

Doppelsitzige Trainervariante auf Basis der F.3, 22 neu gebaut, zwei Prototypen entstanden aus T.4
- Lightning F.Mk.6

Einsitzige Abfangjägervariante mit neuem Tragflächenprofil (analog F.3A) und Zusatztanks auf den Tragflächen, Rückbewaffnung mit Aden-MK, 39 neu gebaut, 9 umgebaute F.3 und 15 umgebaute F.3A
Die folgenden Versionen waren Bezeichnungen für den Export:
- Lightning F.Mk.52

Einsitzige Abfangjägervariante für Royal Saudi Air Force (RSAF), 5 umgebaute F.Mk.2
- Lightning F.Mk.53

Einsitzige Abfangjägervariante für Kuwait Air Force (KAF), basierend auf F.Mk.6 mit zusätzlichen Pylons, 46 neu gebaut, 1 umgebaute F.6
- Lightning T.Mk.54

Doppelsitzige Trainervariante für die RSAF, entspricht der T.Mk.4, 2 Stück
- Lightning T.Mk.55

Doppelsitzige Trainervariante für die KAF & RSAF, basierend auf T.Mk.5, 8 neu gebaut, 1 umgebaute T.5 (die jedoch bereits vor ihrer Auslieferung abstürzte)

### Technische Daten

BAC Lightning F Mk.6

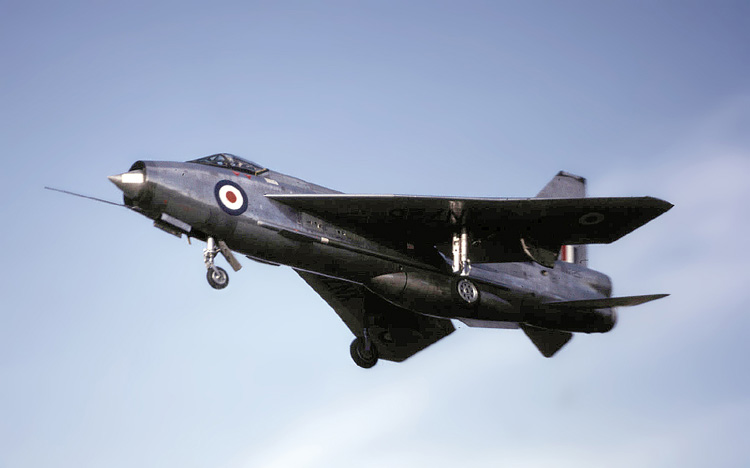
English Electric Lightning beim Landeanflug

| Kenngröße                   | Lightning F.Mk.3                                                     |
| --------------------------- | -------------------------------------------------------------------- |
| Besatzung                   | 1                                                                    |
| Länge                       | 16,84 m                                                              |
| Spannweite                  | 10,62 m                                                              |
| Höhe                        | 6,40 m                                                               |
| Flügelfläche                | 35,31 m²                                                             |
| Flügelpfeilung              | 60°                                                                  |
| Flügelstreckung             | 3,2                                                                  |
| max. Startmasse             | 19.000 kg                                                            |
| Triebwerke                  | 2 × TL Rolls-Royce Avon; je 5990 kp ohne, je 7530 kp mit Nachbrenner |
| Höchstgeschwindigkeit       | 2450 km/h in 12.000 m Höhe                                           |
| Marschgeschwindigkeit       | 950 km/h                                                             |
| Steiggeschwindigkeit        | 100 m/s                                                              |
| Dienstgipfelhöhe            | 18.300 m                                                             |
| Reichweite                  | 2000 km                                                              |
| Start-/Landerollstrecke     | 960 m                                                                |
| Insgesamt gebaute Stückzahl | 334 (inkl. Trainer)                                                  |

### Bewaffnung
Bordwaffen
- 2 oder 4 × 30-mm-ADEN-Maschinenkanonen mit je 130 Schuss Munition in einer schnell ausbaubaren Waffenwanne

Luft-Luft-Lenkflugkörper
- 2 × de Havilland „Firestreak“ (F.1, F.2/2A)
- 2 × Hawker Siddeley „Red Top“ (F.3, F.6)
- 48 × ungelenkte Raketen Kaliber 50 mm

Ungelenkte Bomben
- 4-6 Royal Ordnance MC/GP Mk.10 (1.000-lb-/454-kg-Freifallbombe)[5]

Luft-Boden-Flugkörper
- 4–8 Raketen-Rohrstartbehälter MATRA 155 für je 18 × ungelenkte SNEB-(TDA)-Luft-Boden-Raketen, Kaliber 68 mm[5]
- 4 × Raketen-Rohrstartbehälter MATRA JL100 für je 18 × ungelenkte SNEB-(TDA)-Luft-Boden-Raketen, Kaliber 68 mm[5]

Behälter

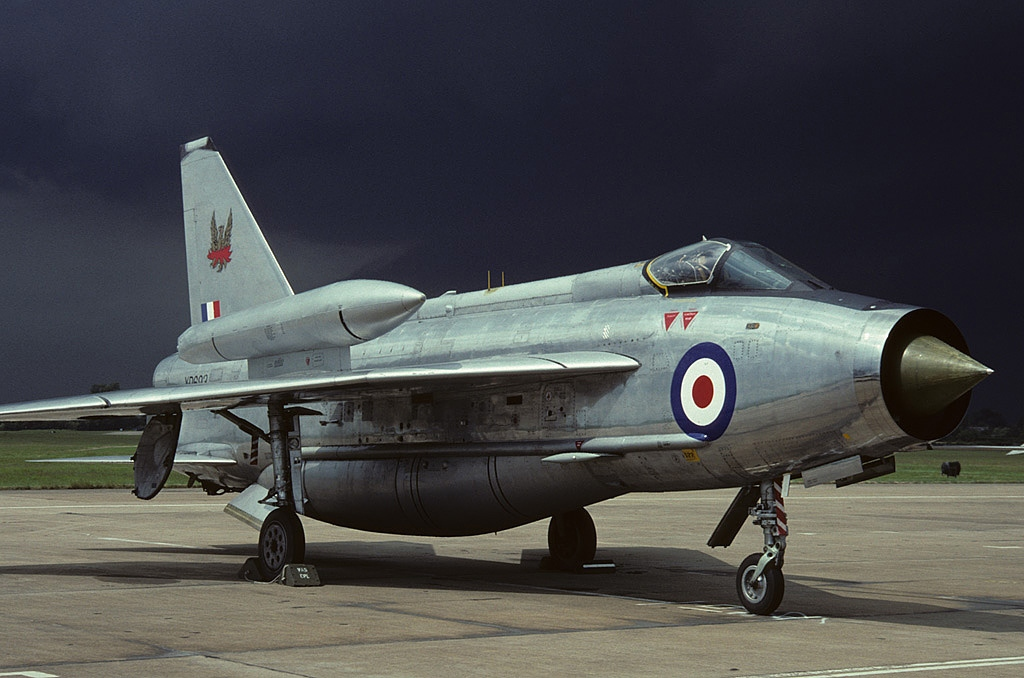
Lightning mit Überflügel-Zusatztanks

- 2 × Zusatztank für je 1182 Liter Kerosin (Überflügel-Zusatztank)

Nur bei der Lightning gibt es abwerfbare Zusatztanks über dem Flügel. Die Tanks mussten zum Abwurf leer sein und konnten nur in einfachem Flugzustand abgeworfen werden. Die Leerung voller Zusatztanks dauerte zwei Minuten.

## Nutzer
Militärische Nutzer
- Vereinigtes Königreich Royal Air Force:

120 (100 F.1/F.2/F.2A/F.3/F.3A/F.6 und 20 T.4/T.5)
Die erste Einsatzstaffel war ab 1960 die 74. Squadron in RAF Coltishall. Die zur Luftraumverteidigung eingesetzten britischen Modelle wurden in dieser Rolle beginnend in den 1970er-Jahren durch die McDonnell Douglas F-4 Phantom II ergänzt, nach der Einführung des Panavia Tornado F3 Ende der 1980er-Jahre schließlich ganz aus dem Dienst genommen. Bei der RAF Germany wurden Lightnings der Baureihe F2a von 1965 bis 1977 auf dem Flughafen Gütersloh bei der 19. und 92. Squadron betrieben, letztere erst ab 1968 in Gütersloh, nach drei Jahren Betrieb auf der Air Base Geilenkirchen. Sie stellten unter anderem die Quick Reaction Alert (QRA) Alarm-Rotten für Nordwestdeutschland.
- Saudi-Arabien Königliche Luftstreitkräfte Al Quwwat al Jawwiya as Saudiya:

43 (35 F.52, 2 T.54, 6 T.55)
- Kuwait Kuwaitische Luftwaffe Al-Quwwat al-Jawwiya al-Kuwaitiya:

14 (12 F.53, 2 T.55)
Private Nutzer
- Südafrika Thunder City

Flugfähige Exemplare mit Möglichkeit zum Mitflug gab es bis November 2009 beim Unternehmen Thunder City auf dem Flughafen Kapstadt (Südafrika), wo zwei F.Mk.6-Einsitzer sowie ein T.Mk.5-Doppelsitzer flugbereit gehalten wurden. Der zweite von dem Unternehmen betriebene Doppelsitzer ZU-BEX (RAF-Nr. XS451) stürzte am 14. November 2009 bei der zweijährlich stattfindenden 'South African Air Force Overberg Airshow' auf der Air Force Base Overberg bei Bredasdorp ab. Anfang 2014 wurde eine flugfähige Maschine mit dem Kennzeichen ZU-BBD in Betrieb genommen.

### Stationierungsorte in Deutschland
- Royal Air Force Germany
  - RAF Geilenkirchen, Dezember 1965 bis Januar 1968, Lightning F.2 (92. Squadron)
  - RAF Gütersloh, September 1965 bis März 1977, Lightning F.2/F.2A (19. und 92. Squadron)

In der Flugausstellung Hermeskeil wird die XN782 ausgestellt und im Militärhistorischen Museum der Bundeswehr in Berlin-Gatow die XN730.

## Sonstiges
Der Fotograf Jim Meads fotografierte am 13. September 1962 eine senkrecht abstürzende EEL kurz vor dem Aufprall; der Fallschirm des Schleudersitzes des Piloten öffnete sich gerade. Außerdem kam es am 22. Juli 1966 zu einem unbeabsichtigten Flug der Lightning XM135.
1985 wurde dem Militär ein Werksflug einer Concorde als Übungsmöglichkeit angeboten. Die Lightning war das einzige Flugzeug, welches die Concorde einholen konnte.